# Tathodelta furvitincta
Tathodelta furvitincta är en fjärilsart som beskrevs av George Francis Hampson 1926. Tathodelta furvitincta ingår i släktet Tathodelta och familjen nattflyn. Inga underarter finns listade i Catalogue of Life.